# سنت-لوییز، کبک
سَنت-لوییز (به فرانسوی: Sainte-Louise) قصبه‌ای در منطقه شهری لیزله ناحیه شودییر-آپالاش در استان کبک کانادا است. در سرشماری سال ۲۰۱۱ این قصبه ۷۳۴ نفر جمعیت داشته‌است و مساحت آن ۷۳٫۰۳ کیلومتر مربع است.